# Tossal de la Formiga
El Tossal de la Formiga és una muntanya de 909 metres que es troba al municipi de Vimbodí i Poblet, a la comarca de la Conca de Barberà.